# Andreas Osiander
Pour les articles homonymes, voir Osiander.
Andreas Osiander, né le 19 décembre 1498 à Gunzenhausen, principauté d'Ansbach - mort en 1552 à Königsberg, en Prusse royale, théologien réformateur.

## Biographie
Né à Gunzenhausen dans la principauté d'Ansbach le 19 décembre 1498, Osiander fait ses études à l'université d'Ingolstadt avant d'être ordonné prêtre en 1520 à Nuremberg. La même année, il commence à enseigner l'hébreu, au sein d'un couvent d'augustins.
En 1522, il embrasse publiquement le luthéranisme. Il rencontre alors Albert de Brandebourg, grand maître de l'ordre Teutonique, et contribue grandement à sa conversion au protestantisme. Il joue également un rôle éminent dans le passage à la Réforme de la ville de Nuremberg en 1525, année durant laquelle il se marie. Il est présent au colloque de Marbourg en 1529 et à la diète d'Augsbourg en 1530.
En 1532, il rencontre Thomas Cranmer, le futur archevêque de Canterbury, alors ambassadeur. Cranmer, qui devient bientôt son ami, l'interroge au sujet du divorce du roi Henri VIII d'Angleterre. La réponse d'Osiander ne sera publiée qu'en 1537 : Von der verbotenen Heiraten. Décidément bons amis, Cranmer décide d'épouser la nièce d'Osiander, Margarete, rompant ainsi publiquement son vœu de célibat.
Osiander fut ensuite appelé en Prusse-Orientale en 1549 et finit sa vie comme pasteur et professeur à l’université de Königsberg. Il meurt le 17 octobre 1552.
Amateur de mathématiques, il s'occupa de publier De revolutionibus orbium coelestium de Nicolas Copernic en 1543. Il écrivit une préface anonyme dans laquelle il explique que l'héliocentrisme n'est qu'une hypothèse mathématique commode qui ne saurait décrire les mouvements réels du système du monde (thèse que défendit en 1616 le cardinal Robert Bellarmin contre Galilée). Déjà en 1584 Giordano Bruno dénonce cette interprétation des idées coperniciennes comme due à «certaine Épître liminaire accolée au livre par je ne sais quel âne ignorant et présomptueux». L'ambiguïté subsistera cependant longtemps.
Il fut aussi un ami du mathématicien Girolamo Cardano et publia son Ars Magna.
Sa descendance comporte plusieurs pasteurs et théologiens luthériens parmi lesquels son fils Lucas Osiander (l'Ancien) et son petit-fils Lucas Osiander le Jeune.

## Œuvre
A. Osiander, comme les humanistes de son temps, ne s'efforce pas tant de faire paraître ses propres œuvres que de travailler à faire publier de grandes œuvres, dans une édition critique. 
Ainsi fait-il paraître à Bâle, en 1537, une Harmonie des Évangiles (Harmoniae Evangelicae Libri III graece et latinae…autore Andrea Osiandro…). 
C'est très probablement lui aussi qui publie en 1541, sous le nom de Chrysogonus Polydorus, des écrits alchimiques : De Alchemia.
On lui doit la publication préfacée par ses soins du livre de Copernic sur Les Révolutions des orbes célestes (1543).
Mais Osiander fut surtout un théologien qui s'opposa à Philippe Melanchthon sur la justification : il publie à ce sujet, en 1550, deux écrits polémiques, le De Lege et Evangelio et le De Justficatione. Il y soutient que la justification par la foi est une manière d’inspiration réelle de la Justice divine en l’Homme, et non pas simplement une manière d’imputation. Il manifeste par là tout ce qu’il doit à la tradition mystique.
Ces convictions ont été défendues après sa mort par Johann Funck (son beau-fils), mais elles sont progressivement tombées dans l’oubli.